# Kabbali, Channarayapatna
Kabbali là một làng thuộc tehsil Channarayapatna, huyện Hassan, bang Karnataka, Ấn Độ.